# Lucius Apuleius Barbarus
Lucius Apuleius Barbarus (4. század vagy 5. század) orvos.
A név írói álneve egy ismeretlen nevű, latin nyelven alkotó orvosírónak. Az ókori szerzők megkülönböztetésül a hasonnevű írótól, Lucius Apuleiustól, nevét a „Barbarus" melléknévvel egészítették ki. Főműve a Herbarius, vagy De medicaminibus herbarium, másképpen Hernarum virtutes et curationes volt. E műben kevés eredeti elem található, latin nyelvezetének sajátosságai arra engednek következtetni, hogy a szerző afrikai származású volt. Idősebb Plinius és Pedaniosz Dioszkoridész hasonló jellegű munkái nyomán a szerző 128 fejezetben ugyanennyi gyógyító növényt és ezeknek hatásmódját ismerteti, de fejtegetéseiben igen sok magikus elemet és mindenféle babonát elegyített. A mű nyomtatott formában először 1470-ben jelent meg Rómában, a kötet a növényeket ábrázoló legrégibb fametszeteket tartalmazza. 1537-ben Hummelberger adta ki a művet Bázelben.